# Ramal de Serpa
El Ramal de Serpa fue una corta línea ferroviaria en el sur de Portugal — planeada y construida pero nunca inaugurada. Habría unido el Ramal de Moura a la villa de Serpa, enlazando en triángulo ferroviario. La estación terminal, nunca utilizada como tal, fue convertida más tarde en escuela primaria.